# Sofie Dokter
Sofie Dokter (* 19. Dezember 2002 in Groningen) ist eine niederländische Leichtathletin, die sich auf den Siebenkampf spezialisiert hat.

## Berufsweg
Sofie Dokter studiert Landschaftsarchitektur und Raumplanung an der Universität Wageningen.

## Sportliche Laufbahn
Erste Erfahrungen bei internationalen Meisterschaften sammelte Sofie Dokter im Jahr 2021, als sie bei den U20-Europameisterschaften in Tallinn mit 5878 Punkten die Silbermedaille im Siebenkampf gewann. Im Jahr darauf gelangte sie bei den Europameisterschaften in München mit 5811 Punkten auf den 13. Platz und 2023 wurde sie bei den Halleneuropameisterschaften in Istanbul mit 4499 Punkten Vierte im Fünfkampf. Im Mai steigerte sie sich in Götzis im Siebenkampf auf 6321 Punkte und anschließend gewann sie bei den U23-Europameisterschaften in Espoo mit 6256 Punkten die Silbermedaille hinter der Finnin Saga Vanninen.
2022 wurde Dokter niederländische Meisterin im Siebenkampf sowie 2022 und 2023 im Hallenfünfkampf.

## Persönliche Bestleistungen
Freiluft
- 100 m Hürden: 13,51 s, 27. Mai 2023, Götzis
- Hochsprung: 1,89 m, 13. Juli 2023, Espoo
- Kugelstoßen: 13,97 m, 8. August 2024, Paris
- 200 m: 23,68 s, 27. Mai 2023, Götzis
- Weitsprung: 6,29 m, 26. Juni 2022, Apeldoorn
- Speerwurf: 43,18 m, 28. Mai 2023, Götzis
- 800 m: 2:13,52 min, 9. August 2024, Paris
- Siebenkampf: 6452 Punkte, 9. August 2024, Paris

Halle
- 60 m Hürden: 8,34 s, 5. Februar 2023, Apeldoorn
- Hochsprung: 1,86 m, 27. Februar 2022, Apeldoorn
- Kugelstoßen: 13,47 m, 3. März 2023, Istanbul
- Weitsprung: 6,17 m, 5. Februar 2023, Apeldoorn
- 800 m: 2:15,84 min, 5. Februar 2023, Apeldoorn
- Fünfkampf: 4603 Punkte, 4. Februar 2023, Apeldoorn